# Fri television
Fri television var en kampanj och slogan från Sveriges Television (SVT) som avsåg att "det ska fortsätta att finnas TV i Sverige som står fri från politiska påtryckningar och kommersiella krafter", som SVT själv beskrev det. Kampanjen inleddes den 12 februari 2005. Den bestod av ett antal reklamfilmer som visades mellan programmen i SVT samt en hemsida på internet.
Kampanjen togs fram tillsammans med reklambyrån Forsman & Bodenfors (F&B). Filmerna var uppbyggda av textremsor, som rullade över bilder och avslutades med texten "SVT – Fri television".

## Berlusconifilmen
En av filmerna behandlade mediesituationen i Italien och dess storägare Silvio Berlusconi. I filmen rullade följande text:
Silvio Berlusconi kontrollerar 90 procent av de nationella tv-kanalerna i Italien.
2001 blev han premiärminister efter en massiv tv-kampanj.
Strax därefter krävde en domstol att han skulle sälja en av sina kanaler.
Då ändrades lagen.
I bakgrunden spelades "O sole mio" på mandolin med bilder på Berlusconi och vissa av de program som visas i hans kanaler. Filmen fick den italienska regeringen att reagera. Telekomminister Maurizio Gasparri hävdade att uppgifterna var helt felaktiga och den svenske ambassadören i Italien, Staffan Wrigstad, kallades till det italienska utrikesdepartementet.

## Övriga filmer
En annan film berörde situationen i Ryssland med den allmänna uppfattningen att Vladimir Putin har makt över alla nationella tv-kanaler i landet. SVT:s informationschef Helga Baagøe sade dock till Dagens Media i samband med att Berlusconifallet uppmärksammades att de inte hört "ett ljud" från ryskt håll.
I den första omgången lanserades ytterligare tre filmer. En handlade om SVT:s barnprogram och hade texten Det är inte bara mat som får barn att växa. Ytterligare en film berörde den höga andelen svenskproducerade program i SVT. De menade att ingen annan skulle göra dessa program, om inte de gjorde dem.
Den femte filmen behandlade reklamavbrott och sändes före långfilmer. Den inleddes med texten VARNING! I filmen som följer finns inga avbrott för reklam. Vi sänder därför nu en 30 sekunder lång paus för toalettbesök. varpå bilder på vattenkranar visades i 30 sekunder.
I november 2007 började två nya filmer visas. En handlar om Bonniers, Stenbecks, och Schibstedts ägarkoncentration i svenska massmedier, och den andra om barnreklam i TV3 och Kanal 5. Kanal 5 slutade sända barnprogram, och därmed också reklam riktad till barn, vid årsskiftet mot 2008.

### Tackfilm
I november 2009 lanserades sajten "tackfilm.se" där besökare kunde ladda upp bilder av en person som sedan integrerades i en film och hyllades som hjälte, nödvändiga för fria val och alternativ till likriktning och kortsiktighet. 
| ”                        | Tänk om det inte fanns någon fri och oberoende radio eller tv. Hur skulle Sverige se ut då? Skulle du någonsin upptäcka någon nytt, eller bli riktigt överraskad framför radion eller teven? Skulle du kunna lita på att det du ser eller hör är sant? Skulle alla röster få komma till tals? | „ |
| – Citat från tackfilm.se | |   |

## Kritik
Kampanjen möttes av viss kritik. Exempelvis begärde den moderate politikern Mikael Söderlund att SVT skulle avbryta kampanjen. Ledarskribenten Per Gudmundson på Svenska Dagbladet pekade vid ett flertal tillfällen på det "pinsamma" i att utmåla sig som opartisk, när det är ett allmänt känt faktum att nyhetsval och nyhetsförmedling är omöjlig att hålla opartisk.
Moderata Ungdomsförbundet gjorde som motaktion mot kampanjen en film där man använde samma musik som SVT, men ändrade bilder och texter. MUF menade istället att all television i Sverige kontrollerades av socialdemokrater; bland annat också att den dåvarande vd:n Christina Jutterström och styrelseordföranden Allan Larsson var medlemmar i partiet.